# MOA-2009-BLG-319 b
MOA-2009-BLG-319b — холодный нептун, вращающийся вокруг красного (или оранжевого) карлика в созвездии Стрельца. Событие микролинзирования MOA-2009-BLG-319 было зафиксировано группой Microlensing Observations in Astrophysics (MOA) 20 июня 2009 года. К наблюдениям немедленно подключились 20 обсерваторий по всему миру. В максимуме блеск фоновой звезды усилился в 205 раз. Скорее всего, температурный режим планеты соответствует очень холодным планетам.